# Avortement en Slovénie
L'avortement en Slovénie est légalisé sous sa forme actuelle (en Slovénie et dans les autres anciennes républiques yougoslaves) le 7 octobre 1977,.

## Conditions d'accès
L'accès à l'avortement se fait sur demande par les femmes dont la grossesse ne dépasse pas la dixième semaine. Les mineurs ont besoin du consentement parental avant de subir un avortement, sauf si le mineur est déjà émancipé et gagne sa vie.  Après son indépendance de la Yougoslavie, la Slovénie apporte un amendement à la loi sur l'avortement en 1992 qui permet aux médecins de s'exempter de pratiquer des avortements s'ils sont en désaccord avec la pratique pour des raisons religieuses.
L'accès à l'avortement reste dépendant de ressources financières puisque son coût se situe entre 300 et 600 €. Si la personne possède une assurance maladie, ce coût est couvert à 85 %, et l'assurance complémentaire peut couvrir le reste. L'accès à une assurance maladie est indispensable pour prendre en charge ces coûts.

### Dans la constitution
L'avortement est inscrit dans l'article 55 de la Constitution slovène comme suit :

Liberté de choix en matière de procréation

Chacun est libre de décider s'il souhaite avoir des enfants. L'État garantit les possibilités d'exercice de cette liberté et crée les conditions permettant aux parents de décider d'avoir des enfants.

## Statistiques
En 2009, 18 % des grossesses en Slovénie sont interrompues par un avortement, contre un pic de 41,6 % en 1982. Toujours en 2009, le taux d'avortement est de 11,5 avortements pour 1 000 femmes âgées de 15 à 44 ans.
La mifépristone (avortement médicamenteux) intègre les pharmacies en 2013.